# Hastière-Lavaux
Hastière-Lavaux (en wallon Li Vå-dlé-Astire) est un village sis en bord de Meuse (rive gauche) entre Dinant (Belgique) et Givet (France). Faisant face à Hastière-par-delà (sur la rive droite) auquel il est relié par un pont sur le fleuve il fait aujourd'hui administrativement partie de la nouvelle commune d'Hastière, en province de Namur (Région wallonne de Belgique). C'était une commune à part entière avant la fusion des communes de 1977.

## Évolution démographique
- Source: DGS, 1831 à 1970=recensements population, 1976= habitants au 31 décembre

## Patrimoine et culture

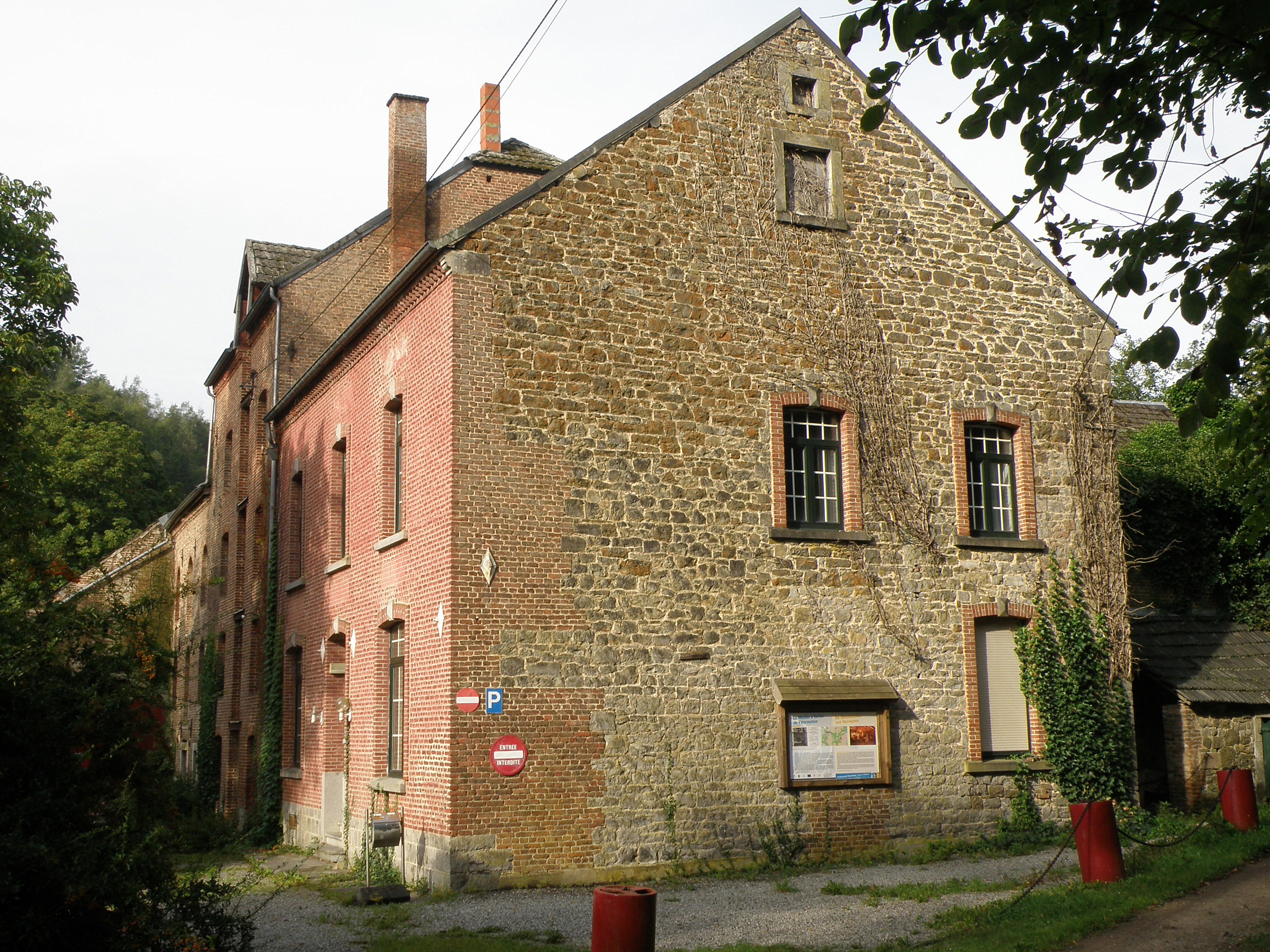
Moulin à farine de l'Hermeton.

### Patrimoine architectural
- Les grottes du Pont d'Arcole, dans le hameau d'Inzemont, ont été creusées par le Feron. Des visites sont organisées.
- Le château de Fontaine, sur la route d'Anthée, est un édifice du XVIe siècle.